# W.A.B. Coolidge
William Augustus (Brevoort) Coolidge (ur. 28 sierpnia 1850 w Nowym Jorku w USA, zm. 8 maja 1926 w Grindelwaldzie w Szwajcarii) – historyk i prawnik pochodzenia amerykańskiego, później poddany brytyjski. Alpinista okresu zdobywczego w Alpach francuskich i szwajcarskich w drugiej połowie XIX wieku. Zdobywca ok. 1700 szczytów i przełęczy w Alpach, z czego ok. 900 było obiektami znaczącymi. Wśród nich było kilkadziesiąt pierwszych wejść. Jego nazwiskiem nazwano szereg obiektów w Alpach, w tym Pic Coolidge (3774 m n.p.m.) w masywie Barre des Écrins w Alpach Delfinackich.

## Życiorys
Był synem Frederica W. Skinnera, handlowca z Bostonu, i Elisabeth Neville Brevoort, z pochodzenia Holenderki. Ukończył szkołę im. św. Pawła w Concord (New Hampshire), po czym w wieku niespełna 15 lat wyjechał do Europy. Zimę 1865 r. spędził ze swą ciotką, panną Margaret Brevoort, na wyspach Lérins na Morzu Śródziemnym, w pobliżu Cannes. Tam też poznał uroki górskiej wspinaczki. Latem tego samego roku jego rodzina osiadła w Grindelwaldzie w Szwajcarii, gdzie 15-letni Coolidge miał pierwszy kontakt z Alpami. Góry te pozostały odtąd jego największą namiętnością.
W latach 1866–1869 kontynuował naukę w Elisabeth College na angielskiej wyspie Guernsey na kanale La Manche. W latach 1869–1871 studiował w Exeter College w Oksfordzie, uzyskując dyplomy z historii i prawa. W 1875 r. otrzymał godność członka (ang. fellow) Magdalen College w Oksfordzie, a w następnym roku tytuł Magister Artium. W tym czasie prawie co roku spędzał kilka miesięcy w Alpach, poznając je bardzo dokładnie i zdobywając systematycznie ostatnie nietknięte jeszcze stopą człowieka szczyty i turnie.
W latach 1880–1881 pracował jako profesor historii Anglii w St. David's College w Lampeter. W 1883 r. został konsekrowany na pastora kościoła anglikańskiego, później otrzymał kilka godności i dyplomów kościelnych. W 1900 r., chory, porzucił pracę i osiadł w Grindelwaldzie, gdzie oddał się pisarstwu.

## Pierwsze wejścia
W Alpach Delfinackich:
- Aiguille méridionale d’Arves (3514 m n.p.m.);
- Aiguille centrale d’Arves (3513 m n.p.m.);
- Pic de la Grave (3667 m n.p.m.);
- Le Râteau (3809 m n.p.m.);
- La Meije Centrale (3974 m n.p.m.);
- Grande Ruine (3765 m n.p.m.);
- Les Agneaux (3664 m n.p.m.);
- Flambeau des Écrins;
- Grande Sagne (3660 m n.p.m.);
- Le Fifre (3699 m n.p.m.);
- Pic Coolidge (3774 m n.p.m.);
- l'Ailefroide (3953 m n.p.m.);
- Pointe du Sélé (3556 m n.p.m.);
- Pointe de Claphouse;
- Pic ouest des Bœufs Rouges (3515 m n.p.m.);
- Tête de la Pilatte;
- Les Bans (3669 m n.p.m.);
- Le Gioberney (3352 m n.p.m.);
- Pic sud du Says (3421 m n.p.m.);
- Cime de Clot Châtel (3563 m n.p.m.);
- Cime du Vallon (3406 m n.p.m.);
- Pic d'Olan (3564 m n.p.m.);
- Grande Aiguille Rousse (3482 m n.p.m.);
- Aiguille d'Entre Pierroux (3290 m n.p.m.);
- Aiguille des Arias (3403 m n.p.m.);
- Pointe de la Mariande;
- Pointe Marguerite (3260 m n.p.m.);
- Roche de la Muzelle (3465 m n.p.m.);
- Pic du Clapier du Peyron (3169 m n.p.m.);
- Le Rochail (3022 m n.p.m.);
- Pic de Dormillouse (3410 m n.p.m.);
- Têtes de Vautisse (3156 m n.p.m.);
- Le Sirac (3441 m n.p.m.);
- Pic du Thabor (3207 m n.p.m.);
- Aiguille Noire (2998 m n.p.m.);

W regionach Queyras i Ubaye:
- Aiguille de Chambeyron;
- Pointe des Henvières;
- Pointe-Haute de Mary;
- Pic du Pelvat;
- Péouvou;
- Pic de Panestrel;
- Pic des Houerts;
- Visoletto;

W Szwajcarii:
- Gross Schreckhorn – pierwsze wejście zimowe;

## Publikacje
- Guide du Haut-Dauphiné (1887);
- The Lepontine Alps (1892);
- The Mountains of Cogne (1893);
- The Adula Alps (1893);
- The Range of Tödi (1894);
- The Bernese Oberland (1904);
- Guide de Grindelwald (1900);

W latach 1868–1912: 231 artykułów w „Alpine Journal”.

## Nazwy upamiętniające W.A.B. Coolidge’a
- Pic Coolidge (3774 m n.p.m.) – szczyt położony na południe od Barre des Écrins w grupie Écrins (Francja);
- Cime Coolidge (3564 m n.p.m.) – północny, wyższy z dwóch wierzchołków szczytu L'Olan w grupie Écrins (Francja);
- Coletto Coolidge (3220 m n.p.m.) – przełęcz między Monte Stella a Punta del Gelas di Lourousa w masywie Argentera w Alpach Nadmorskich (Włochy);
- Couloir Coolidge – wielki kuluar długości blisko 500 m na południowych zboczach masywu Mont Pelvoux w grupie Écrins (Francja). Prowadzi nim klasyczna droga na Mont Pelvoux ze schroniska Refuge du Pelvoux.